# Антара
Анта́ра ібн Шаддад (араб. عنترة بن شداد العبسي) — арабський поет кінця 6 століття, колишній раб, згодом уславлений герой. Його вірші були бойовими піснями арабів. У XII ст. за народними переказами про поета був написаний роман, що також усно розповідався професіональними оповідачами — «антаріями». Антара дотепер вважають народним героєм в арабських країнах.